# Oryctes elegans
Oryctes elegans är en skalbaggsart som beskrevs av Heinrich Bernward Prell 1914. Oryctes elegans ingår i släktet Oryctes och familjen Dynastidae. Inga underarter finns listade i Catalogue of Life.